# Heliophila gariepina
Heliophila gariepina är en korsblommig växtart som beskrevs av Rudolf Schlechter. Heliophila gariepina ingår i släktet solvänner, och familjen korsblommiga växter. Inga underarter finns listade i Catalogue of Life.